# Tam thân
Trong Phật giáo Đại thừa, tam thân (tiếng Trung: 三身, tiếng Phạn: त्रिकाय trikāya) là ba loại thân của một vị Phật. Quan điểm này xuất phát từ tư tưởng cho rằng Phật—như một nhân vật đã xuất hiện trên thế gian để hoằng hoá, tiếp độ chúng sinh—chính là biểu hiện của cái Tuyệt đối, của Chân như và Phật có khi hiện thân thành nhiều hình tướng khác nhau chỉ vì lợi ích của chúng sinh. Quan niệm Tam thân Phật được nêu ra nhằm nói lên quan điểm đó.

## Định nghĩa
Tam thân gồm:
1. Pháp thân (zh. 法身, sa. dharmakāya), là thể tính thật sự của Phật, đồng nghĩa với Chân như, là thể của vũ trụ. Pháp thân là thể mà Phật và chúng sinh đều có chung. Pháp thân cũng chính là Pháp (sa. dharma), là quy luật vận hành trong vũ trụ, là giáo pháp do đức Phật truyền dạy. Phật xuất hiện trên Trái Đất, với nhân trạng, với mục đích cứu độ con người. Pháp thân được xem chính là Phật pháp (sa. buddha-dharma) như Phật Thích-ca giảng dạy trong thời còn tại thế. Sau này người ta mới nói đến hai thân kia. Pháp thân được xem là thường hằng, vô tướng, nhất nguyên, là thể tính chung của các vị Phật, là dạng tồn tại thật sự của chư Phật. Pháp thân có nhiều tên gọi khác nhau, tuỳ trường hợp sử dụng. Có lúc người ta xem nó là thể tính của mọi sự, là Pháp giới (sa. dharmadhātu, dharmatā), là Chân như (sa. tathatā, bhūtatathatā), là tính Không (sa. śūnyatā), A-lại-da thức (sa. ālayavijñāna), hay xem nó như là Phật, Phật tính (sa. buddhatā), là Như Lai tạng (sa. tathāgatagarbha). Trong nhiều trường phái, người ta xem Pháp thân là thể trừu tượng không có nhân trạng, có trường phái khác lại xem Pháp thân hầu như có nhân trạng (xem kinh Nhập Lăng-già, kinh Hoa nghiêm). Đạt trí huệ siêu việt đồng nghĩa với sự trực chứng được Pháp thân.
2. Báo thân (zh. 報身, sa. saṃbhogakāya), cũng được dịch là Thụ dụng thân (zh. 受用身), "thân của sự thụ hưởng công đức": chỉ thân Phật xuất hiện trong các Tịnh độ. Báo thân là thân do thiện nghiệp và sự giác ngộ của các Bồ Tát mà hoá hiện cho thấy—cũng vì vậy mà có lúc được gọi là Thụ dụng thân, là thân hưởng thụ được qua những thiện nghiệp đã tạo. Báo thân thường mang Ba mươi hai tướng tốt (sa. dvātriṃśadvara-lakṣaṇa) và tám mươi vẻ đẹp của một vị Phật và chỉ Bồ Tát mới thấy được trong giai đoạn cuối cùng của Thập địa (sa. daśabhūmi). Người ta hay trình bày Báo thân Phật lúc ngồi thiền định và lúc giảng pháp Đại thừa. Các trường phái thuộc Tịnh độ tông cũng tin rằng Báo thân Phật thường xuất hiện trong các Tịnh độ.
3. Ứng thân (zh. 應身, sa. nirmāṇakāya), cũng được gọi là Ứng hoá thân hoặc Hoá thân, là thân Phật và Bồ Tát hiện diện trên Trái Đất. Ứng thân do Báo thân chiếu hiện, dựa trên lòng từ bi và có mục đích giáo hoá chúng sinh. Như thân người, Ứng thân chịu mọi đau khổ của già chết bệnh tật, nhưng Ứng thân có thần thông như thiên nhãn thông và thiên nhĩ thông. Sau khi chết, Ứng thân tự tiêu diệt.

Ba thân Phật nói ở trên có lẽ đầu tiên được Vô Trước (sa. asaṅga) trình bày rõ nhất, xuất phát từ quan điểm của Đại chúng bộ (sa. mahāsāṅghika) và về sau được Đại thừa tiếp nhận. Đáng chú ý nhất là quan điểm Pháp thân nhấn mạnh đến thể tính tuyệt đối của một vị Phật và không chú trọng lắm đến Ứng thân của vị Phật lịch sử. Như thế, Phật là thể tính thanh tịnh của toàn vũ trụ, thường hằng, toàn tri. Các vị Phật xuất hiện trên Trái Đất chính là hiện thân của Pháp thân, vì lòng từ bi mà đến với con người, vì lợi ích của tất cả chúng sinh.
Với quan điểm Ba thân này người ta tiến tới khái niệm không gian vô tận với vô lượng thế giới. Trong các thế giới đó có vô số chúng sinh đã được giác ngộ, với vô số Phật và Bồ Tát.

## Quan điểm

### Quan điểm Tam thân trong Thiền tông
Đối với Thiền tông thì ba thân Phật là ba cấp của Chân như, nhưng liên hệ lẫn nhau trong một thể thống nhất. Pháp thân là "tâm thức" của vũ trụ, là thể tính nằm ngoài suy luận. Đó là nơi phát sinh tất cả, từ loài Hữu tình đến vô tình, tất cả những hoạt động thuộc tâm thức. Pháp thân đó hiện thân thành Phật Đại Nhật (sa. vairocana). Cũng theo Thiền tông thì Báo thân là tâm thức hỉ lạc khi đạt Giác ngộ, Kiến tính, ngộ được tâm chư Phật và tâm mình là một. Báo thân hiện thân thành Phật A-di-đà. Ứng thân là thân Phật hoá thành thân người, là Phật Thích-ca Mâu-ni.
Mối liên hệ của Ba thân Phật theo quan điểm Thiền tông được thí dụ như sau: nếu xem Pháp thân là toàn bộ kiến thức y học thì Báo thân là chương trình học tập của một y sĩ và Ứng thân là y sĩ đó áp dụng kiến thức y học mà chữa bệnh cho người.

### Quan điểm Tam thân trong Kim cương thừa
Trong Kim cương thừa thì Ba thân là ba cấp của kinh nghiệm giác ngộ. Chứng được Pháp thân chính là tri kiến được tự tính sâu xa nhất của muôn vật, và tự tính này chính là tính Không, trống rỗng. Báo thân và Ứng thân là thân của sắc giới, là phương tiện tạm thời giúp hành giả chứng ngộ được tính Không. Trong Phật giáo Tây Tạng, người ta xem Thân, khẩu, ý của một vị Đạo sư (sa. guru) đồng nghĩa với ba thân nói trên.
Trong Kim cương thừa, quan điểm Ba thân có mục đích phát biểu các tầng cấp khác nhau của kinh nghiệm giác ngộ. Pháp thân là tính Không, là Chân như tuyệt đối, bao trùm mọi sự, tự nó là Giác ngộ. Báo thân và Ứng thân là các thể có sắc tướng, được xem là phương tiện nhằm đạt tới kinh nghiệm về một cái tuyệt đối. Trong Phật giáo Tây Tạng, người ta xem thân, khẩu, ý của một vị đạo sư chính là Ba thân, được biểu tượng bằng thần chú OṂ-AH-HUNG (gọi theo tiếng Tây Tạng). Sức mạnh toàn năng của Pháp thân được thể hiện ở đây bằng Phổ Hiền (sa. samantabhadra). Các giáo pháp Đại thủ ấn và Đại cứu cánh giúp hành giả đạt được kinh nghiệm về tâm thức vô tận của Pháp thân. Báo thân được xem là một dạng của "thân giáo hoá." Các Báo thân xuất hiện dưới dạng Ngũ Như Lai và được xem là phương tiện để tiếp cận với Chân như tuyệt đối. Báo thân xuất hiện dưới nhiều hình tướng khác nhau, tịch tĩnh (sa. śānta) hay phẫn nộ (sa. krodha), có khi được trình bày với các vị Thần thể (bo. yidam) hay Hộ pháp (sa. dharmapāla).
Ứng thân là một dạng "thân giáo hoá" với nhân trạng. Trong Kim cương thừa, Ứng thân hay được hiểu là các vị Bồ Tát tái sinh (Châu-cô).
Ba thân nêu trên không phải là ba trạng thái độc lập mà là biểu hiện của một đơn vị duy nhất, thỉnh thoảng được miêu tả bằng thân thứ tư là Tự tính (Tự nhiên) thân (sa. svābhāvikakāya). Trong một vài Tantra, thân thứ tư này được gọi là Đại lạc thân (sa. mahāsukhakāya).